# Châtillon-sur-Broué
Châtillon-sur-Broué è un comune francese di 69 abitanti situato nel dipartimento della Marna nella regione del Grand Est.

## Società

### Evoluzione demografica
Abitanti censiti